# Настоящие пауки-птицеяды
Настоящие пауки-птицееды (лат. Aviculariinae) — подсемейство пауков-птицеедов (Theraphosidae). В семействе выделяют 12 родов, в том числе — род Avicularia, многих представителей которого содержат в качестве экзотических домашних животных.

## Роды
Подсемейство Aviculariinae на 2019 год включает следующие рода:
- Antillena
- Avicularia
- Caribena
- Ephebopus
- Heteroscodra
- Iridopelma
- Pachistopelma
- Psalmopoeus
- Stromatopelma
- Tapinauchenius
- Typhochlaena
- Ybyrapora

## Галерея

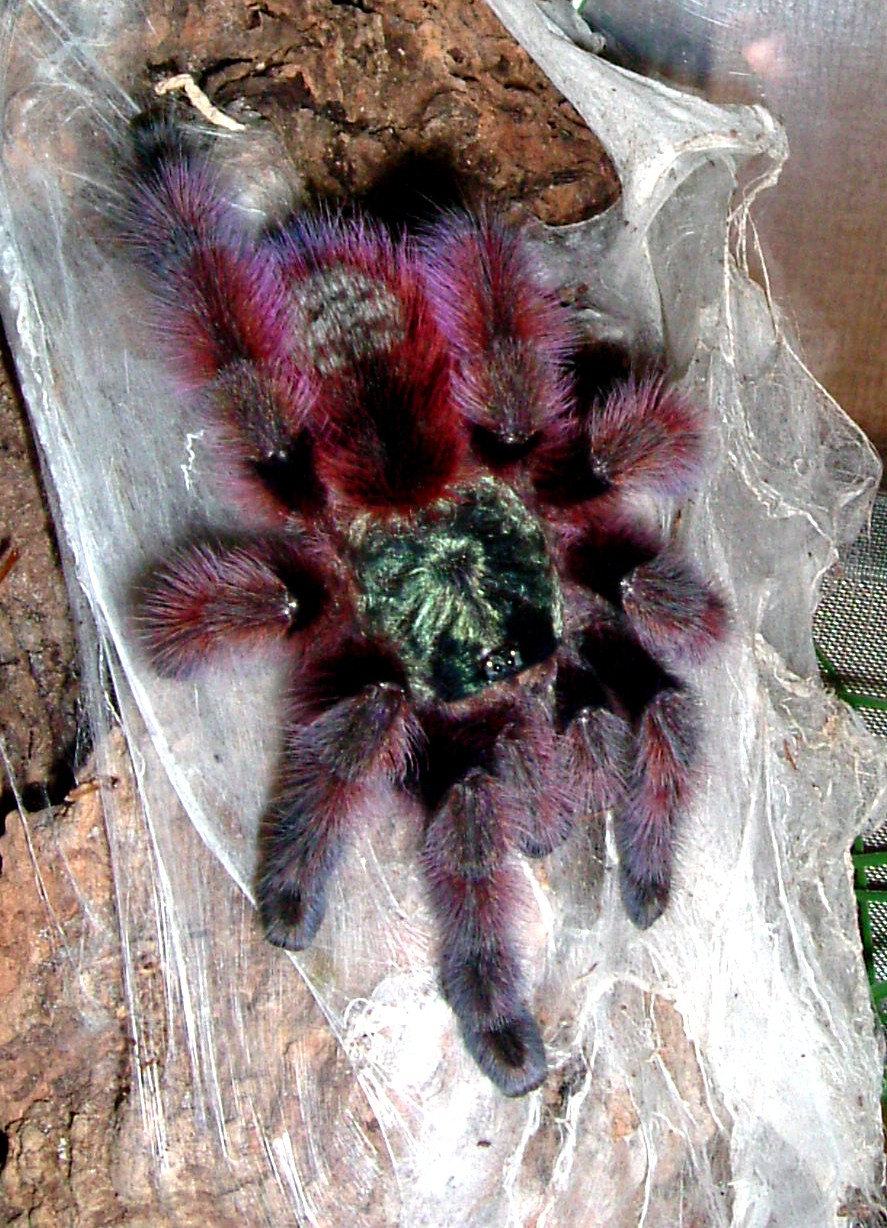
Avicularia versicolor.
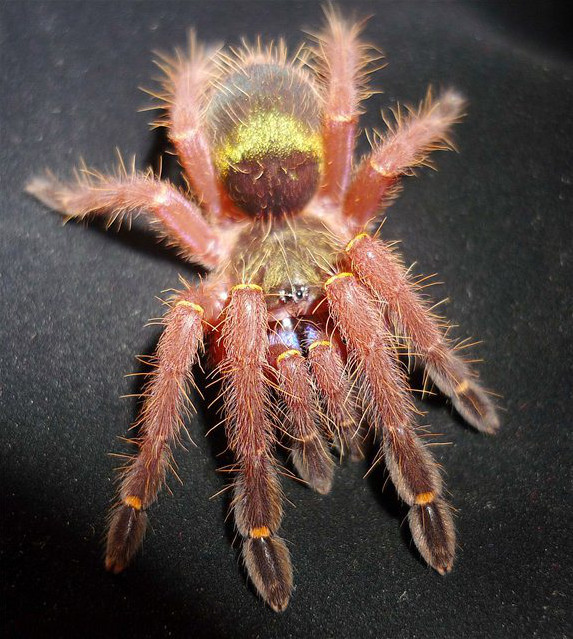
Ephebopus сyanognathus (подросток).
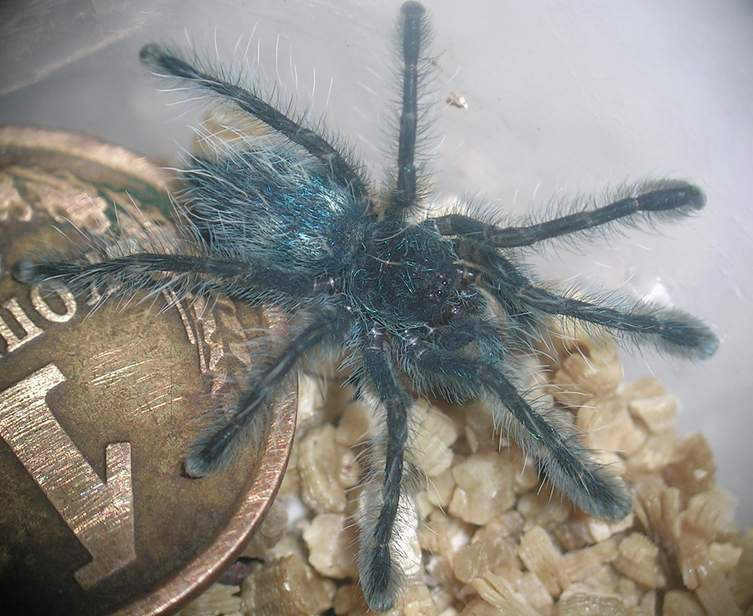
Avicularia versicolor первой линьки.
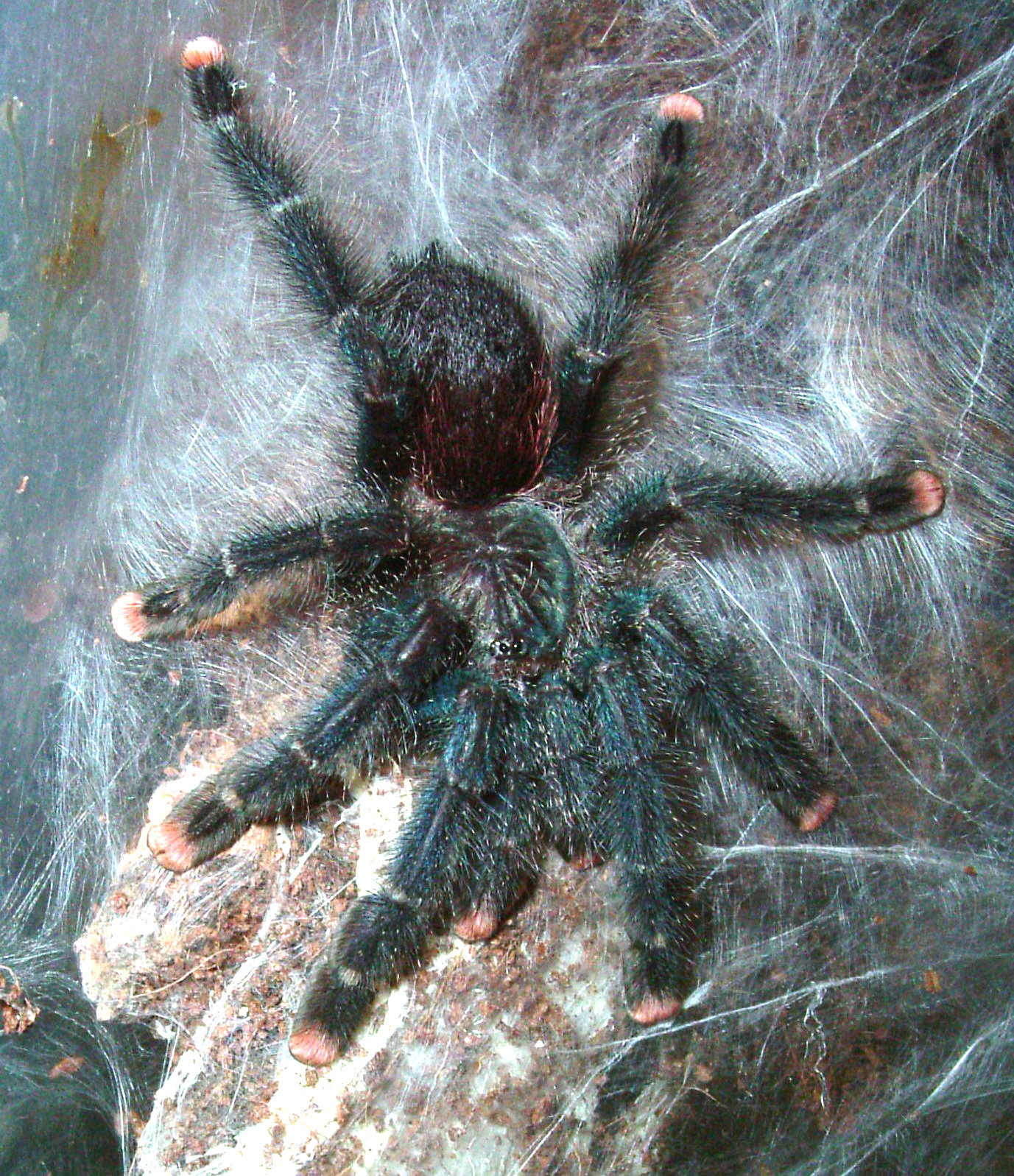
Avicularia metallica
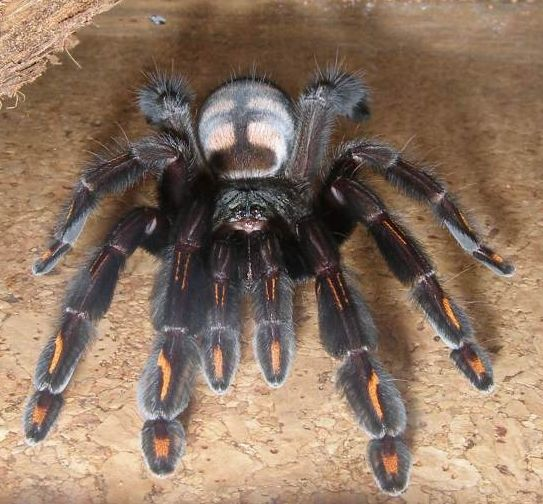
Psalmopoeus irminia L9